# Казаков, Владимир Валерьевич
Влади́мир Вале́рьевич Казако́в (26 ноября 1970, Муром, Владимирская область, РСФСР, СССР) — советский и российский футболист, тренер.

## Карьера
В 1992 году, перед началом первого чемпионата России, перешёл в клуб-новичок высшей лиги — «Локомотив» Нижний Новгород. В новой команде быстро освоился, стал твердым игроком основы. Несколько сезонов был капитаном команды. После вылета «Локомотива» из высшей лиги в 1997 году, желая продолжать выступления на высоком уровне, перешёл в клуб «Шинник». В новом клубе отыграл один сезон (1998). В 1999, его и ещё троих партнёров по «Шиннику» — Корнюхина, Леонченко и Махмутова, пригласили в московское «Торпедо». В команде провел 2 сезона.
В 2005 году Казаков был капитаном «Луча-Энергии», и его команда смогла во второй раз в своей истории попасть в Премьер-лигу после победы в Первом дивизионе. Сам Казаков Профессиональной футбольной лигой был признан лучшим защитником Первого дивизиона в сезоне.
В 2007 снова на один год вернулся в «Шинник».
Сезон 2008 года начал игроком клуба «Нижний Новгород», дебютировавшем во втором дивизионе России (зона «Урал-Поволжье»). В том же году Казаков завершил свою игровую карьеру, после чего продолжил работу в «Нижнем Новгороде» в роли старшего тренера.
В марте 2009 года решил приступить к самостоятельной работе и возглавил клуб «Химик» из города Дзержинск (второй дивизион России, зона «Урал-Поволжье»).
Проработав с «Химиком» один сезон, Казаков решил вернуться к профессиональным выступлениям и в январе 2010 года подписал контракт с ФК «Нижний Новгород». 12 июня 2010 года во Владивостоке, в игре 15 тура Первого дивизиона между командами «Луч-Энергия» и «Нижний Новгород» Казаков попрощался с владивостокскими болельщиками. Руководители ФК «Луч-Энергия» поблагодарили бывшего капитана «жёлто-синих» и вручили памятную футболку с номером 13, под которым Казаков выступал за владивостокский клуб. 6 июля 2010 года он в последний раз вышел на поле в составе «Нижнего Новгорода» во время «нижегородского дерби», а 18 августа объявил о завершении карьеры и переходе на тренерскую работу.
27 января 2012 года был назначен главным тренером клуба «Локомотив-2» (Москва).
В июне 2013 года вместо Бориса Игнатьева был назначен главным тренером московского «Торпедо». Провел 6 матчей и после неудовлетворительных результатов (4 поражения и 2 ничьи), 2 августа по собственному желанию покинул команду.
В 2013, 2014 и 2015 годах участвовал в чемпионате Владимирской области в составах ФК «Буревестник» (Муром) и ФК «Муром». Игрок-джентльмен-2013.
С 1 июля 2015 года 1,5 месяца работал старшим тренером в «Торпедо» Владимир. С мая 2015 — старший тренер клуба первенства ФНЛ «Тосно».
С июня 2016 года — главный тренер молодёжной команды самарских «Крылья Советов». Не полетел в Грозный на матч первого тура молодёжного первенства по состоянию здоровья. До конца октября 2016 года отсутствовал в Самаре по причине длительной болезни, после чего вновь приступил к обязанностям главного тренера.
Сезон-2017/18 после вылета из Премьер-лиги основная команда «Крыльев Советов» провела в ФНЛ, соответственно, выступление молодёжной команды в молодёжном первенстве клубов РФПЛ было приостановлено, и Казаков был переведён в заявившуюся на Первенство ПФЛ команду «Крылья Советов-2», основу которой составили игроки молодёжной команды. По окончании сезона-2017/18 покинул Самару.
В июне 2018 года был назначен главным тренером ФК «Муром», по истечении двухлетнего контракта покинул клуб.
В сентябре 2020 года вошёл в тренерский штаб Александра Кержакова в футбольном клубе «Томь». В сезоне 2021/22 — в тренерском штабе Кержакова в «Нижнем Новгороде».

## Достижения
- Бронзовый призёр чемпионата России: 2000 (в составе московского «Торпедо»)
- Победитель в первом дивизионе России (2): 2005 (в составе ФК «Луч-Энергия»), 2007 (в составе ФК «Шинник»)
- Второе место в первом дивизионе России: 2001 (в составе ФК «Уралан»)

Всего в высшей лиге чемпионата России в составе шести команд сыграл в 279 матчах, забил 17 мячей.

## Семья
Женат, дочери Анна и Мария